# Nobiltà piemontese
La nobiltà piemontese (o nobiltà sabauda o più precisamente nobiltà subalpina) fu una classe sociale privilegiata dei possedimenti del Ducato di Savoia e del Regno di Sardegna poi. La nobiltà venne ufficialmente integrata in quella nazionale nel 1861 con l'istituzione del Regno d'Italia.

## Storia
La nobiltà sabauda (da non confondersi con quella italiana post-unitaria), comparve sin dai primi domini di casa Savoia e con il sistema feudale che prevedeva la creazione di vassalli e valvassori ad aristocratici di minor rango rispetto alla casata regionale. 
In realtà col tempo, in particolare nel Piemonte meridionale, iniziarono a formarsi due tipologie di aristocrazia:
- Ducale: ovvero derivata per concessione del duca di casa Savoia
- Cittadina: ovvero una sorta di patriziato locale, legato alle città

Oltre a queste divisioni vi erano poi delle sottodivisioni su base regionale:
- Nobiltà piemontese
- Nobiltà sarda (dal XVIII secolo)
- Nobiltà aostana
- Nobiltà sabauda (intesa della regione della Savoia)
- Nobiltà nizzarda

Da quando la Repubblica di Genova venne annessa nei possedimenti del Regno di Sardegna, entrarono a far parte della nobiltà sabauda anche le famiglie genovesi.
In realtà per tutto il periodo dell'Ancient Régime lo stato sabaudo non sentì mai il bisogno di varare una vera e propria legge organica che fosse in grado di stabilire con chiarezza chi avesse o meno il diritto ad esser considerato parte dell'aristocrazia e quali precisi privilegi ciò comportasse. Al contrario di quanto si possa pensare, però, questo fatto rappresentò per secoli uno dei punti di forza della nobiltà piemontese che consentiva unà estrema duttilità nel ruolo tra i territori feudali dei Savoia ed il ruolo dell'alta borghesia nobilitata.
Lo storiografo saluzzese Ludovico Della Chiesa nel XVII secolo, nel suo Della nobiltà civile, o sia mondana, aveva cercato di delineare i canoni per l'ammissione nella nobiltà piemontese, pur ravvisando notevoli difficoltà in materia: erano da ricercarsi elementi quali l'uso di armi e cimieri da antica data, il possesso di cariche distinte, le virtù, le parentele, le amicizie, le ricchezze.
Soprattutto tra XVII e XVIII secolo, furono in particolare i Savoia a cercare di integrare nella nobiltà quegli alti funzionari che di fatto non corrispondevano più alla borghesia, ma che non avevano interessi di tipo feudale o vasti possedimenti terrieri: con l'accentramento del ruolo dello stato ed il progressivo distacco dalla mera feudalità di tipo medievale, infatti, la società aristocratica piemontese divenne innanzitutto un ceto di servitori dello stato (dall'amministrazione all'aspetto militare). Molti furono infatti i nobili impegnati nelle alte cariche di stato come ministri, consiglieri di stato o ambasciatori, altri ancora si impegnarono nella carriera militare creando vere e proprie dinastie di soldati. 

### Le riforme di Vittorio Amedeo III

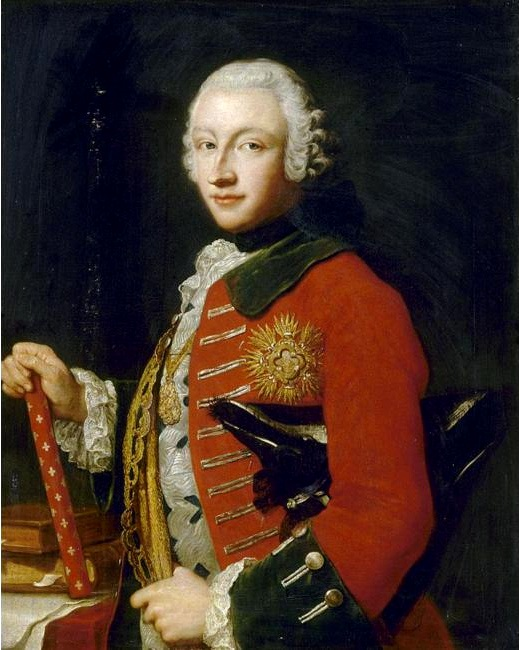
Vittorio Amedeo III di Savoia fu il primo sovrano sabaudo a cercare di regolamentare l'aristocrazia nei suoi stati

Re Vittorio Amedeo III di Savoia, nella seconda metà del Settecento, pensò di ribadire la centralità dello stato tramite riforme di assolutismo moderato che andarono ad agire direttamente anche sull'aristocrazia. Nel 1775 venne dato alle stampe il "Regolamento de' Pubblici" col quale il sovrano mirava sempre più a creare un ceto plurale nel quale confluirono titolati di vecchia data, nobili neopatentati e patrizi. In realtà, come accadde nella Lombardia austriaca e nella Toscana lorenese, il sovrano sabaudo all'inizio del XVIII secolo non poteva tollerare che all'interno del proprio stato vi fosse una nobiltà che non riconosceva nel monarca centrale la fonte stessa del proprio status, oppure che presentavano una debole o dubbia legittimazione o addirittura che erano considerate nobili solo per "pubblica fama", magari perché la medesima famiglia da più generazioni aveva ricoperto il medesimo incarico pubblico. Di conseguenza la monarchia dei Savoia ritenne necessario un proprio intervento per definire i ranghi e le gerarchie e che richiamasse la nobiltà a ricevere da essa un pubblico e legale attestato di legittimazione. 
Intraprendendo tale strada, Vittorio Amedeo II sapeva bene che il primo passo da compiere era quello di disarticolare il rapporto nobiltà-governo locale, obbiettivo da perseguire col ridimensionamento del ruolo dei consigli comunali ed un maggiore controllo sui funzionari periferici dello stato. Era necessario ad ogni modo applicare regolamenti specifici per ciascuna grande città (o gruppo di città minori), fatto che fece ben presto scontrare il monarca con i diversi e intricati interessi, privilegi e rivendicazioni da parte della nobiltà locale che si contendeva da secoli i municipi in una serie di battaglie burocratiche per fazioni.

### La fine dell'epoca feudale
L'epoca feudale finì ufficialmente nel Regno di Piemonte-Sardegna il 29 luglio 1797 quando re Carlo Emanuele IV di Savoia promulgò un decreto per la sua abolizione.
Dopo la promulgazione dello Statuto Albertino, fu lo stesso Carlo Alberto di Savoia a cercare di legare il concetto di nobiltà a quello di censo, pur senza riuscirvi.

#### L'abolizione della feudaliltà in Sardegna

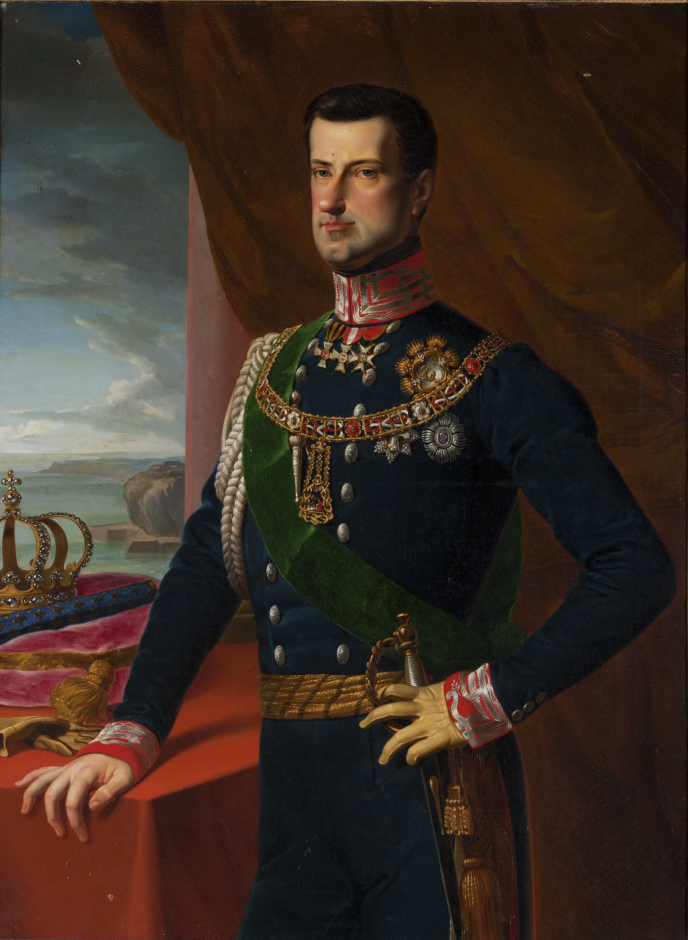
Carlo Alberto di Savoia abolì la feudalità in Sardegna nel 1835

L'abolizione della feudalità in Sardegna fu un processo molto più lento che in Piemonte, in quanto essa era ancora in vigore nella prima metà dell'Ottocento, in pieno contrasto sia con la situazione piemontese che con quella della maggior parte dell'Europa.
Fu solo Carlo Alberto che dal 1835,  con un provvedimento siglato il 19 dicembre, riuscì ad avviare un lento ma progressivo tentativo di scardinare il sistema feudale sardo: egli ordinò la consegna immediata di tutti i terreni ed i possedimenti feudali dei sudditi della Sardegna, così come delle giurisdizioni e di tutti i privilegi, riservandosi di riconsegnare tutti i titoli a chi ne avesse veramente merito. Furono ad ogni modo necessarie alcune proroghe a queste disposizioni per quei feudatari che risiedevano nel Regno di Spagna e che dall'epoca degli aragonesi avevano ottenuto possedimenti e titoli in Sardegna. La giurisdizione feudale venne ufficialmente abrogata con Regio Editto del 21 maggio 1836, firmato dal viceré Giuseppe Maria Montiglio d'Ottiglio e Villanova, precisando che anche ogni forma di giurisdizione locale, fosse essa civile o criminale, veniva assunta da quel momento in poi dal demanio. Per evitare dei traumi, il re prescrisse che i titolari di tali privilegi restassero provvisoriamente nei loro impieghi, continuando ad esercitare il loro patrocinio in nome però del sovrano sabaudo e sotto la supervisione del ministro competente. 
I primi territori vennero distribuiti dopo il crollo della feudalità nel 1838, cessando così anche ogni pagamento di diritti feudali. Sull'altro fronte, Carlo Alberto dovette necessariamente ricompensare i vecchi feudatari delle loro perdite con somme in denaro o meglio ancora con cariche di stato, inserendo così ancora una volta gli ex feudatari nel novero dei funzionari di stato.

### L'aristocrazia piemontese nel Regno d'Italia
L'aristocrazia piemontese seppe inserirsi a pieno titolo nel neonato Regno d'Italia, mantenendo saldamente sino agli anni '70 dell'Ottocento i principali ranghi dell'amministrazione e dell'industria, di cui divennero i principali capitani e promotori sino alla prima metà del XX secolo.

## Elenco delle principali famiglie nobili subalpine
1. Abbate
2. Abbiati
3. Abelloni
4. Ab Yberg
5. Accattapani
6. Acceglio
7. Acchiardi di Barge
8. Acchiardi di Nizza
9. Accomazzi
10. Accortanzo
11. Accotto
12. Accursio o Accorsi
13. Accusani
14. Acerbi
15. Acqua (dall')
16. Acquabianca
17. Adami
18. Adhemar (d')
19. Adorno
20. Adrec o Adrechio
21. Agapito
22. Agasci
23. Agazi
24. Agazzini
25. Ageni
26. Aghemio di Cavallermaggiore
27. Aghemio di Asti
28. Agliano
29. Agliaudi di Tavigliano
30. Agliaudi di Susa
31. Agnès des Geneys
32. Agosti
33. Agoult
34. Aguirre
35. Aiazza
36. Aicardi
37. Aiguebelle
38. Aimari o Aymar
39. Aimetta poi Aimetta Falconis
40. Aimino
41. Aimo
42. Aimone
43. Aimonino
44. Ainardo
45. Ainesi
46. Aira o Ayra
47. Airaldi
48. Airoldi
49. Airoli
50. Alaise (d')
51. Alamano
52. Ala Ponzone
53. Alarcòn
54. Alardi
55. Alasia
56. Albani di Albano Vercellese
57. Albard (d')
58. Albergo
59. Alberigo
60. Albertas (d')
61. Albertengo
62. Alberti
63. Albesano
64. Albier (d')
65. Albini Falcombello
66. Albonese
67. Albora
68. Albosco
69. Albrione
70. Albuzzani
71. Alciati
72. Aleramici
73. Alessi
74. Alessio
75. Alexandry d'Orengiani
76. Alexini
77. Alfazio
78. Alfazio Grimaldi
79. Alfiano (de)
80. Alfieri
81. Alghisi
82. Aliberti
83. Alimotto
84. Alinei o Allney
85. Alione
86. Aliprandi
87. Allamand
88. Allario
89. Alli-Maccarini
90. Alliaga
91. Allinges
92. Allioni
93. Allodi o Allodio
94. Allois de La Salcette
95. Almonte
96. Alnerio
97. Aloysiis (de)
98. Alpanzasi
99. Alpini
100. Altessano (d')
101. Aluffi
102. Alvernia (d')
103. Alziari
104. Alziaz
105. Amadei
106. Amancy (d')
107. Amaggi
108. Ambrois (d')
109. Ambrosetti
110. Ambrosio
111. Amedei
112. Amedeo
113. Amelio o Ameglio
114. Amentone
115. Amesini
116. Amic (d')
117. Amici
118. Amicis (d')
119. Amico
120. Amigoni
121. Amistà
122. Amoretti
123. Amorotti
124. Am Ryhn o Amryhn
125. Anano
126. Ancina
127. Andosilla
128. Andreasi
129. Andrée
130. Andreis (d')
131. Andrion
132. Andrione
133. Anfossi
134. Angeleri
135. Angeli
136. Angiono
137. Anglesio
138. Angonoa
139. Angot
140. Angrisani
141. Anguissola di Frassineto
142. Anna
143. Annibaldi Biscossi
144. Anolfi
145. Ansaldi
146. Anscarici
147. Anselmi
148. Antignano
149. Antiochia (d')
150. Antogno
151. Antoniazzi
152. Antonielli
153. Antonioni
154. Antoniotti
155. Antono
156. Anzario
157. Appiani
158. Appiani d'Aragona
159. Aprati
160. Aprili
161. Aquilini
162. Aragno
163. Aragon
164. Araldo
165. Araudino
166. Arazzi
167. Arazzo
168. Arbasia
169. Arbaudi
170. Arborio
171. Arborio Biamino
172. Arborio Squarra
173. Arborio Mella
174. Arcatori (o Arcour o Arcourt)
175. Arcelli
176. Archieri
177. Archilli
178. Arconati di Tronzano
179. Ardanesi
180. Ardissone
181. Ardizzo
182. Ardizzone
183. Arduinici o Arduini
184. Arduino
185. Arena
186. Arezzi
187. Argentero
188. Argote (d')
189. Arianiti Comneno
190. Arlotta Tarino
191. Armandis
192. Armano
193. Armellini
194. Armeri
195. Arminjon
196. Arnaldi
197. Arnaud
198. Arnod
199. Arnolfo
200. Arnuzzi poi Arnuzzi De Medici
201. Arona
202. Arpino
203. Arquata
204. Arquier
205. Arra (dell')
206. Arri
207. Arribaldi poi Arribaldi Ghilini
208. Arrigoni
209. Arrivabene
210. Artaldo
211. Artaudo
212. Artom
213. Artom di Sant'Agnese
214. Arveris o Arvier
215. Arvisenet
216. Asarta (de)
217. Aschieri
218. Asdente
219. Asinari
220. Asperlin
221. Assandri
222. Asselle
223. Assereto
224. Assone
225. Aste (d')
226. Astegiano
227. Asti
228. Astraudo
229. Astrio (d')
230. Astrua
231. Atenolfi
232. Attendolo Bolognini
233. Aubry (d')
234. Auda
235. Audiberti
236. Audifreddi
237. Audoli
238. Augeri o Auger
239. Augusta
240. Aulari (o Ollari)
241. Aurelio
242. Auruzi
243. Authier (d')
244. Autric (d')
245. Autry de la Mivoye
246. Avalos (d')
247. Avanchy (d')
248. Avario
249. Avedano
250. Avellani poi Avellani Facelli
251. Avenanti
252. Aventura
253. Averardi
254. Avet
255. Avise (d')
256. Avogadro
257. Avvocati
258. Ayanz
259. Aymaville (d')
260. Aymonier
261. Aynardi
262. Azzoni
263. Bacilotto (o Bachelod)
264. Baciocchi
265. Badat
266. Baderio
267. Badini
268. Baezio
269. Bagati (o Bagatti)
270. Bagliotti (o Baleotto)
271. Bagnara (di)
272. Bagnasacco
273. Bagnasco
274. Bagnolo (di)
275. Baiamondi
276. Baile
277. Bailetti
278. Bairo
279. Baiveri
280. Balbi
281. Balbo
282. Balbo Bertone
283. Baldessano
284. Baldi
285. Baldini
286. Baldironi
287. Baldoino
288. Balegno
289. Baliani (o Bagliani)
290. Ballada
291. Balladore poi Balladore Pallieri
292. Ballaira (o Balayra)
293. Ballard
294. Ballati Nerli
295. Ballerini
296. Ballestrero
297. Balliani
298. Balsamo Crivelli
299. Balziano
300. Balzo (del)
301. Banchieri
302. Bandello
303. Baralis
304. Baratonia (del)
305. Baratta (o Baratti)
306. Barba (della)
307. Barbaroux
308. Barbavara di Gravellona
309. Barberi
310. Barberis (o Barberi)
311. Barbero
312. Barbotti
313. Barcilon (de)
314. Bard
315. Bardessono (o Bardesono)
316. Bardonecchia (di)
317. Barel
318. Barenfels (von)
319. Barengo
320. Barge (di)
321. Bariglietti
322. Baril o Barile
323. Barlet
324. Barletti
325. Barli
326. Barona Muzio
327. Baroni
328. Baronino
329. Baronis
330. Barozzi
331. Barradi
332. Barral (de)
333. Barralier
334. Barralis
335. Barras (de)
336. Bartolomeis (o Bartolommei)
337. Barutelli
338. Barziza
339. Basignani
340. Bassi
341. Bassignana
342. Basso
343. Basteri
344. Bastia (della)
345. Battaglia
346. Battaglieri
347. Battheon
348. Battiani
349. Bauderano
350. Baudi
351. Bauducco
352. Bauffremont
353. Bava
354. Bava Beccaris
355. Bazan
356. Bazzani
357. Bazzetta
358. Beaumont (de)
359. Beauvoir (de)
360. Beccaguti
361. Beccari
362. Beccaria
363. Beccaro Migliorati
364. Becchio (o Beccio)
365. Becco
366. Beccuti
367. Bechi
368. Beck Peccoz
369. Beggiamo
370. Beia
371. Belcredi
372. Belgrano
373. Bella
374. Bellegarde (de)
375. Belletrutti
376. Belletti
377. Bellezia
378. Belli
379. Bellingeri
380. Bellingeri Porcara
381. Bellini
382. Bellone
383. Bellotti
384. Belmondi
385. Belmondo Caccia
386. Beltrambi
387. Beltrami
388. Beltramo
389. Belviso (o Belvisio)
390. Benedetti
391. Benessia
392. Benevolo
393. Benso
394. Berard d'Illins
395. Berardi
396. Beraudo
397. Berenger (o Berengari)
398. Beretta
399. Beretti Landi
400. Berga
401. Bergamaschi
402. Bergami
403. Bergera
404. Bergogni
405. Bergognini
406. Bergoni
407. Bergonzoli
408. Beria
409. Berlia
410. Berlingeri
411. Bermeo (de)
412. Bermond
413. Bermondi
414. Berna
415. Bernabovi (o Bernabò)
416. Bernard de la Tourette
417. Bernardi (de)
418. Bernardone
419. Bernezzo (o Bernesso)
420. Beroldi
421. Berra
422. Berre
423. Berretti
424. Berruti
425. Bersatori
426. Berta
427. Bertalazzone
428. Bertaldi
429. Bertalli
430. Bertano
431. Bertarelli di Torcello
432. Berthoud
433. Bertini
434. Bertodano
435. Bertogliatti
436. Bertola
437. Bertolè e Bertolè Viale
438. Bertolini
439. Bertolino
440. Bertolio
441. Bertolotto
442. Bertone
443. Bertone di Sambuy
444. Bertrandi o Bertrand
445. Berzetti
446. Besenval
447. Besi
448. Besozzo (di)
449. Bessone o Bezzone
450. Bevilacqua
451. Bianchetti
452. Bianchi di Castagneto
453. Bianchi di Alessandria
454. Bianchi Michiel
455. Bianchi Mina
456. Bianchis
457. Bianco di St. Jorioz
458. Bianco di Mondovì
459. Bianco di San Secondo
460. Bianco di Demonte
461. Bianco di Primeglio
462. Bianco di Terruggia
463. Biandrà
464. Biandrà Trecchi
465. Biandrate (da) o conti di Pombia
466. Biandrate (da) Aldobrandini
467. Biasetti
468. Bicchieri
469. Bich
470. Bichi
471. Bicuti
472. Biddo
473. Biga
474. Biglia
475. Bigliani
476. Biglioni
477. Bigurra
478. Biorchio
479. Birago poi Birago Alfieri
480. Biscaglia
481. Biscaretti di Ruffia
482. Bistorti
483. Blanc
484. Blancardi
485. Blanchetti Revelli
486. Blanchi
487. Blavet
488. Blengini
489. Blesi
490. Blonay (de)
491. Bo (o Del Bove)
492. Boardi Bevilacqua
493. Boasso
494. Boatteri
495. Bobba
496. Boca
497. Bocali
498. Bocca
499. Boccabianca
500. Boccard
501. Bocchiardo
502. Bocconelli
503. Boccuti
504. Boche
505. Bodo
506. Boeri
507. Boetti
508. Boetti Villanis Audifreddi
509. Boffa
510. Bogetti (o Boggetti)
511. Boggio
512. Bogino
513. Boglio
514. Boidi
515. Boidi Trotti
516. Bois (du) o Dubois
517. Boisdavid (de)
518. Boissonneaux de Chevigny
519. Boldrini
520. Bolla
521. Bollati
522. Bolleris
523. Bolletto
524. Bollini
525. Bollini Marchisio
526. Bollo
527. Bolongaro
528. Bona
529. Bonaccolsi
530. Bonacossa
531. Bonada
532. Bonadonna
533. Bonagiunta
534. Bonanomi
535. Bonardo
536. Bonaudo poi Bonardo Mongarda
537. Bondoni
538. Bonelli
539. Bonetto
540. Bonfante
541. Bonfiglio
542. Bongiovanni (o Bongioanni)
543. Bonifanti
544. Bonin
545. Bonino
546. Boniperti
547. Bonnefoy
548. Bono
549. Bonvicino
550. Borbonese (o Le Bourbonnais)
551. Borda
552. Bordino
553. Bordoni
554. Borea
555. Borea Ricci
556. Borel
557. Borelli
558. Borgarelli
559. Borghese di Altessano
560. Borgne (Le)
561. Borgnini Santi
562. Borgogna
563. Borio di Burio
564. Bormiolo
565. Bornion de Ursia
566. Borra
567. Borreani
568. Borri di Vespolate
569. Borriglione
570. Borromeo
571. Borrone
572. Borsarelli
573. Bosco (del)
574. Bosel
575. Bossavino
576. Bosses (de)
577. Bossi di Odalengo
578. Bossi di Olivola
579. Bossi di Borgo Vercelli
580. Bossi di Sant'Agata Fossili
581. Bossi Pucci
582. Bossier (de)
583. Bot
584. Botta
585. Botta Adorno
586. Bottazzi (o Bottasio)
587. Botteri
588. Bottero
589. Bottigella
590. Bottiglia
591. Bottini
592. Botto
593. Botton
594. Bottone
595. Boursier (o Borsier)
596. Boutal (o Bottallo)
597. Bouvens (de)
598. Bove (de)
599. Bovier de Porte
600. Bovio
601. Bovis
602. Braghieri
603. Braia
604. Braida o Brayda
605. Braiis o Braja
606. Branda
607. Bras (de)
608. Brascorens o Bracorens de Savoiroux
609. Brea
610. Bremio
611. Brentano
612. Brès (de)
613. Bressani
614. Brichentau (de)
615. Brida
616. Brignani
617. Brignone
618. Brinatti
619. Brizio
620. Brocardi (o Broccardi)
621. Broglia
622. Brondelli
623. Brondolo
624. Brosolo
625. Bruco o Brucco
626. Brunacci
627. Brunati
628. Brunel
629. Bruneri
630. Brunetta d'Usseaux
631. Bruni
632. Brunicard
633. Bruno di Clavesana
634. Bruno di Samone
635. Bruno di Cussanio
636. Bruno di Cassinasco
637. Bruno di Tornaforte
638. Brunswick (di)[7]
639. Brusati
640. Bruschi
641. Bruyset
642. Bucci
643. Buffa di Perrero
644. Buffati
645. Buglione
646. Bulgarini
647. Bulgaro
648. Bulla
649. Buneo
650. Bunis
651. Buonamico
652. Buratti
653. Burgos
654. Buronzo
655. Buronzo del Signore
656. Burotti
657. Busca
658. Busca Gianuzio
659. Buschetti di Ceva
660. Buschetti di Bojone
661. Buschi
662. Bussetti o Busseti
663. Bussone
664. Butteri
665. Butticario
666. Buzzaccarini
667. Buzzani
668. Cacchiardi
669. Cacchiotti
670. Caccia
671. Caccia Dominioni
672. Caccia Marmusino
673. Cacciapiatti
674. Cacciardi
675. Cacherano
676. Caffarelli
677. Caffino (o Caffini)
678. Cagnis
679. Cagnola di Granozzo
680. Cagnoli
681. Cairaschi (o Caira)
682. Caire di Lauzet
683. Cais di Pierlas
684. Caissotti di Verduno
685. Caissotti di Chiusano
686. Caissotti du Mas
687. Caissotti Gallean di Robbione
688. Calandra
689. Calcagno
690. Calcagno Olivazzi
691. Calcamuggi
692. Calcaterra
693. Caldera
694. Calderari
695. Calleri
696. Calleri Gamondi
697. Calori
698. Calusio
699. Calvi di Bergolo
700. Calvino
701. Calza
702. Calzamiglia
703. Cambiano
704. Cambiaso
705. Cambis (de)
706. Camera
707. Camerana
708. Camerano
709. Camerone
710. Caminata
711. Camotto
712. Campione
713. Campistron (de)
714. Campo (del)
715. Campofregoso (o Fregoso)
716. Campora di Pezzana
717. Campredon (de)
718. Camurati
719. Canale
720. Canali
721. Canalis
722. Canaparo
723. Canaveri
724. Canavero
725. Candia
726. Candiani
727. Cane
728. Canefri
729. Canella
730. Canelli (di)
731. Canera
732. Cani Bisnati
733. Canobbio da Canobbio
734. Canossa di Calliano
735. Cantacapra
736. Cantatore
737. Cantone
738. Cantoni
739. Canubi
740. Capalla
741. Capallardi
742. Capella
743. Capellini
744. Capelli
745. Capello
746. Capi
747. Capis
748. Capitani di Settala[8]
749. Capizucchi de Bologna[9]
750. Cappa Bava
751. Cappia
752. Cappone
753. Capponi
754. Capra
755. Capriata
756. Caprioli
757. Capris
758. Cara
759. Caracca (de)
760. Caracciolo Rossi
761. Carafa di Roddi
762. Caramelli
763. Carandoletti
764. Carassi
765. Caratti di Valfrei
766. Caravadossi
767. Caravaschini
768. Carbonara
769. Carbone
770. Carbonello
771. Carburi
772. Carcano di Nicorvo
773. Cardellona (di)
774. Cardenas (de)
775. Cardona (de)
776. Cardonat (de)
777. Carelli
778. Carena
779. Caresana
780. Carignani di Chianocco
781. Carignani di Valloria
782. Carisio
783. Carlevaris (o Carlevaro)
784. Carmaglieri
785. Carmagne
786. Carmagnola
787. Carnevale
788. Caroelli
789. Caroli
790. Carpani
791. Carrara (da)
792. Carrel
793. Carretto (del)
794. Carroccio Fiocchetto
795. Carroccio
796. Carron
797. Carta
798. Carutti
799. Casalupa (de)
800. Casana
801. Casasco (di)
802. Casati di Borgolavezzaro
803. Casazza
804. Casei
805. Casella
806. Cassano
807. Cassardo
808. Cassinetto
809. Cassino
810. Cassio
811. Cassone
812. Cassotti
813. Cassuli
814. Castagna
815. Castagneri
816. Castagnole (di)
817. Castellamonte (di)
818. Castellane (de)
819. Castellani de Merlani
820. Castellani Varzi
821. Castellani Fantoni
822. Castellani Tettoni
823. Castellari
824. Castellet
825. Castelletto (de)
826. Castelli di Faraone
827. Castelli di Sessant
828. Castelli di Cornegliano
829. Castelli di Celle
830. Castellinard
831. Castello
832. Castelnuovo
833. Castelvecchio (di)
834. Castiglione di Conzano
835. Castrucci
836. Castruzzone
837. Catalano
838. Catena
839. Cattaneo di Proh (o Cattani o De Capitani)
840. Cattaneo di Belforte
841. Cattaneo Mallone
842. Cattaneo di Morano
843. Cattaneo di Tortona
844. Cauda (o Coda)
845. Cauvin
846. Cavagliè (de)
847. Cavagna
848. Cavagnolo (di)
849. Cavalca
850. Cavalleri
851. Cavallerone di Caravana
852. Cavalli
853. Cavalli Lucca Ardizzoni Calvi
854. Cavallini Bono
855. Cavanna
856. Cavasanti
857. Cavassa
858. Cavoretto
859. Cavriani
860. Cayre (o Caire)
861. Cays (o Cais)
862. Cazzola
863. Cazzola Hofmann
864. Cazzulini
865. Ceca (o Cecha o Cecca)
866. Cecidani
867. Celebrini
868. Cella (de)
869. Celoria
870. Centurione Scotto
871. Cepollini
872. Ceppi
873. Ceresa
874. Ceresara
875. Ceridone
876. Cernola
877. Cernusco
878. Cerrati (o Cerati)
879. Cerreto
880. Cerrina Feroni
881. Cerruti (o Cerutti)
882. Certana
883. Cervere
884. Ceva
885. Ceveris
886. Chabod (de)
887. Chabran (o Chiabrano)
888. Challant
889. Champossin
890. Charbonneau (de)
891. Chàtelard (du)
892. Chaurand de Saint Eustache
893. Chenal (La)
894. Chàne (du)
895. Chevalley
896. Chiabaudi (o Chabaud)
897. Chiaberti
898. Chiabrera (o Ciabrera)
899. Chiabrera Castelli
900. Chiambè
901. Chianea
902. Chianocco (di)
903. Chiappo
904. Chiapusso
905. Chiaramonti
906. Chiavarina
907. Chiaverotti
908. Chieppio (o Chieppo)
909. Chiera (o Ciera)
910. Chiesa (della) di Cinzano
911. Chiesa (della) della Torre
912. Chiesa (della) di Carbonara
913. Chiesa Morra
914. Chignin
915. Chino
916. Chioatero
917. Chiodo
918. Chiomonte (di)
919. Chionio Nuvoli
920. Chiolo
921. Cibrario
922. Cicogna
923. Cicotero
924. Cicugnoni
925. Cigna
926. Cignetti
927. Cinquevie
928. Cipelli
929. Cisa
930. Cisaletti
931. Cissone
932. Civalieri poi Civalieri Inviziati
933. Claretti poi Claretti Ponzone
934. Clavesana
935. Clavi
936. Clementar (de)
937. Clerici di Montaldo Roero
938. Clerici di Tortona
939. Clerici di Casalvolone
940. Clerico
941. Clermont de Mont St Jean
942. Closio
943. Clusa
944. Coardi
945. Coazze (di)
946. Cocastelli
947. Coccarelli
948. Cocconato
949. Cocconito
950. Cocito
951. Colas
952. Colla (de)
953. Collegio (de)
954. Collegno (de)
955. Colletti
956. Colli di Felizzano
957. Colli di Ottiglio
958. Colli di Vercelli
959. Collino
960. Colloredo di Castelnuovo Bembo
961. Colombani
962. Colombato
963. Colombier (de)
964. Colombo di Ozzano
965. Colombo di Castellengo
966. Colonna di Baldissero e Sommariva
967. Comentina
968. Comotto
969. Compans
970. Comune
971. Confalonieri
972. Constantin (de)
973. Constantin de Magny
974. Conta
975. Conte
976. Conti
977. Conturbia (di)
978. Conzani
979. Copasso
980. Copeciis (de)
981. Coppa
982. Copperi
983. Coppo
984. Corari
985. Corba (della)
986. Corbetta Bellini
987. Cordara poi Cordara Pellizzari
988. Cordella
989. Cordera Casoni
990. Cordero
991. Cordero di Montezemolo
992. Cordero di Pamparato
993. Cordero di Vonzo
994. Corneliano (di)
995. Cornillon
996. Corno (dal)
997. Corporandi
998. Corradenghi
999. Corsi
1000. Cortandone (di)
1001. Corte
1002. Corte Cavagnetto
1003. Cortese
1004. Corti
1005. Cortina
1006. Corvesi
1007. Corvo
1008. Cossaudi
1009. Costa
1010. Costa Raschieri
1011. Costa di San Paolo
1012. Costaforte
1013. Costanzi
1014. Costanzia
1015. Costeo
1016. Costigliole (di)
1017. Cotta di Celle Monferrato
1018. Cotta di Lucerame
1019. Cottalorda
1020. Cotti
1021. Cour (La)
1022. Courmayeur (de)
1023. Court (de la)
1024. Courten (de)
1025. Covo (da)
1026. Coward (o Couvard)
1027. Cozio
1028. Craveri
1029. Cravesano
1030. Cravetta
1031. Cravosio poi Cravosio Anfossi
1032. Cremone Pastorello
1033. Crena
1034. Crestini
1035. Crète (de la)
1036. Cristiani
1037. Cristofari
1038. Crivelli di Canelli
1039. Croce
1040. Croce (della)
1041. Crotis (de)
1042. Crotti di Costigliole (o Crotti Imperiali)
1043. Crotti di Vinzaglio
1044. Crova di San Raffaele
1045. Crova di Vaglio
1046. Crozza
1047. Cucca poi Cucca Mistrot
1048. Cuccaro (di)
1049. Curbis
1050. Curione
1051. Curioli
1052. Curtet
1053. Curti
1054. Cusani di San Giuliano
1055. Cuttica
1056. Dabray o D'Abray
1057. Dagna
1058. Daideri
1059. Dalmazzo di Forno
1060. Dalmazzo di Faraone
1061. Dalmazzo di Castelnuovo
1062. Dalmazzo di San Defendente
1063. Dalmazzo di Garzegna
1064. Dalmazzo di Belvedere
1065. Damas
1066. Damiano
1067. Damilano
1068. Dandini
1069. Daneo
1070. Danesi
1071. Dani di Magnani
1072. Dani di Villafranca
1073. Danieli
1074. Danna
1075. Darmello (o Darmelli)
1076. Davico
1077. David
1078. Daviso
1079. Daziani
1080. Deati
1081. Decrò
1082. Defera poi Defera Lascaris
1083. Degazio
1084. Delfini di Vienne
1085. Delfino di Trivero
1086. Delfino di Lavriano
1087. Delfino di Castelmagno
1088. Delfino di Costigliole
1089. Dellala
1090. Dellaria
1091. Dellera
1092. Del Vasto
1093. Demurs (De Muris)
1094. Denebian
1095. Dentis
1096. Dernice
1097. Dertona (da)
1098. Dettati
1099. Dezotti
1100. Didier
1101. Dionisio di Levaldigi
1102. Dionisio di Caresana
1103. Dodolo
1104. Doglio (o Dogli)
1105. Dogliotti
1106. Dominici
1107. Donadei
1108. Donati
1109. Donaudi
1110. Dondi
1111. Donna
1112. Donzelli
1113. Doria di Caluso
1114. Dormiglia
1115. Draghetti
1116. Drago
1117. Draperi
1118. Drua
1119. Dubourg
1120. Duc
1121. Ducreton
1122. Dupin
1123. Durand (de)
1124. Durando
1125. Durazzo
1126. Durelli
1127. Durio
1128. Durnasio
1129. Duyn (de)
1130. Easton
1131. Eberardi
1132. Eggenberg
1133. Elia
1134. Elioni
1135. Elisi
1136. Embroni
1137. Emeri
1138. Emerico
1139. Emilio
1140. Emmanueli (o Emanuelli)
1141. Enrico
1142. Enrielli (o Henrielli)
1143. Enrielli di Donnaz
1144. Enriotto
1145. Enriquez
1146. Entrèves (d')
1147. Esmandia (de)
1148. Este di Borgomanero
1149. Estouteville (d')
1150. Eulis
1151. Eze (d')
1152. Faà di Bruno
1153. Fabaro
1154. Fabri di Rocchetta
1155. Fabri di Cly
1156. Facelli
1157. Faciani
1158. Facio (De Fassio)
1159. Facipecora Pavesi
1160. Falcetti
1161. Falco Bava
1162. Falcombello
1163. Falconieri
1164. Falconis
1165. Falletti di Barolo
1166. Falletti di Torre d'Ussone
1167. Falletti di Villafalletto
1168. Falletti di Cellamonte
1169. Falletti di San Biagio
1170. Falletti di Champagny
1171. Falletti di Frignano
1172. Falletti di Moriondo
1173. Fango (del)
1174. Fantelli
1175. Fanti (de) o Defanti
1176. Fantini
1177. Fantoni
1178. Fapoco
1179. Faraudi di Villy
1180. Faraudi di Castelnuovo
1181. Faraudi di Santa Margherita
1182. Farcito
1183. Farina
1184. Fascio
1185. Fassati
1186. Fassini Camossi
1187. Faucon
1188. Fauzone
1189. Fava
1190. Coa fam ITA favetti.jpg
1191. Favre
1192. Fecia di Cossato
1193. Federici
1194. Felisii
1195. Feraudi (de)
1196. Ferragatta
1197. Ferrandi
1198. Ferrari di Castelnuovo Bormida
1199. Ferrari di Marengo
1200. Ferrari (de) di Brignano
1201. Ferrari di Alessandria
1202. Ferrari di Tortona
1203. Ferrari Ardicini
1204. Ferraris di Barone
1205. Ferraris di Mombello
1206. Ferraris di Occhieppo
1207. Ferraris di Ticinetto
1208. Ferraris di Celle
1209. Ferraris di Rodello
1210. Ferraris di Genola
1211. Ferraris di Bagnolo
1212. Ferraris di Belvedere
1213. Ferraris di Serralunga
1214. Ferrero di Masserano
1215. Ferrero della Marmora
1216. Ferrero di Ormea
1217. Ferrero di Buriasco
1218. Ferrero di Campiglione
1219. Ferrero di La Cassa
1220. Ferrero di Lauriano
1221. Ferrero di Cocconato
1222. Ferrero di Romano
1223. Ferrero di Pontverrès
1224. Ferrero di Lovencito
1225. Ferrero di Trezzo
1226. Ferrero Ancisa
1227. Ferrero De Gubernatis Ventimiglia
1228. Ferrero Ponsiglione
1229. Ferres
1230. Ferretto
1231. Ferri
1232. Ferrod
1233. Ferrè
1234. Ferruccio
1235. Ferrus (de)
1236. Feyditi (de) o Feiditi
1237. Fieschi di Casaleggio Boiro
1238. Figarolo
1239. Fighiera
1240. Figoli
1241. Filippa
1242. Filippi
1243. Filipponi
1244. Filz
1245. Fino
1246. Fiocchetto
1247. Fiora
1248. Fiorano
1249. Fiore
1250. Firoffini
1251. Fisinengo (de)
1252. Fisrengo
1253. Fisso
1254. Fissore
1255. Floremont (o Bellon de Floremont o Floremont Guiscardi)
1256. Florio
1257. Flotte
1258. Focardi (o Foucard)
1259. Fogliani
1260. Folcherio
1261. Follo
1262. Folonia (di)
1263. Fontana di Cravanzana
1264. Fontana di Candelo
1265. Fontanella
1266. Fontanelli
1267. Foppa
1268. Forcella
1269. Forest (de la)
1270. Foresto
1271. Forlani
1272. Formento
1273. Fornaca
1274. Fornari (de)
1275. Forno (dal)
1276. Forno
1277. Fort
1278. Forte
1279. Fossati Rayneri
1280. Framberti
1281. Francesetti
1282. Franchetti
1283. Franchi
1284. Franchi Verney
1285. Franchi di Crest
1286. Francia
1287. Francisca
1288. Francisci (de)
1289. Frangia
1290. Franzini
1291. Franzini Tibaldeo
1292. Franzoni
1293. Frascara
1294. Frascaroli Calvino Bajardi
1295. Fremondi
1296. Fresia di Odalengo
1297. Fresia di Castelletto
1298. Fresia di Villadeati
1299. Fresia di Genola
1300. Fresia Appiani
1301. Freydoz
1302. Freylino (o Freylin)
1303. Frichignono
1304. Fruttero
1305. Furno di Piverone
1306. Furno di Candia
1307. Fuselli
1308. Gabaleone
1309. Gabella (della)
1310. Gabiano (de)
1311. Gabioneta
1312. Gabriele (de)
1313. Gabutti di Bistagno
1314. Gabutti di Graglia
1315. Gaffuri di Cervere
1316. Gaffuri di Borgomale
1317. Gagliardi
1318. Gagna
1319. Gaieri
1320. Gaio
1321. Gaioli Boidi
1322. Gajal de la Chenaye
1323. Gal di Brissogne
1324. Gal di Revello
1325. Galante di Celle
1326. Galante di Terruggia
1327. Galante di Montaldo
1328. Galateri
1329. Galea
1330. Galeazzi Salvati
1331. Galimberti
1332. Gallarati e Gallarati Scotti di Cerano
1333. Gallardi
1334. Galleani di Ascros
1335. Galleani di Agliano
1336. Galleani di Barbaresco
1337. Gallerat (de)
1338. Gallesio
1339. Galli di Mantica
1340. Galli della Loggia
1341. Galli di Dosfraires
1342. Gallia poi Gallia dal Pozzo
1343. Galliani
1344. Gallieri
1345. Gallina
1346. Gallinati
1347. Gallis (de)
1348. Galliziano
1349. Gallizio
1350. Gallo
1351. Gallone
1352. Galperti
1353. Galvagno di Candia
1354. Galvagno di Quarti
1355. Galvagno di Cassinasco
1356. Gamaleri
1357. Gamba
1358. Gambaloita
1359. Gambarana di Castiglione
1360. Gambarana di Monteu
1361. Gambatesa (di)
1362. Gambazoni
1363. Gambera
1364. Gamberini
1365. Gamondi
1366. Gancia
1367. Gandino
1368. Gandolfi
1369. Gandolfo
1370. Ganei
1371. Garagno
1372. Garavagno
1373. Garbella
1374. Gardini di Magliano
1375. Gardini di Mongardino
1376. Gardinis (de)
1377. Garelli
1378. Garezzo
1379. Garidelli
1380. Garimberti
1381. Garin
1382. Garino
1383. Garneri
1384. Garnieri
1385. Garofoli
1386. Garra
1387. Garretti di Cellarengo
1388. Garretti di Castelnuovo
1389. Garrone di Cuneo
1390. Garrone di Larizzate
1391. Gaschi
1392. Gaspardone
1393. Gastaldenghi
1394. Gastaldi di Trana
1395. Gastaldi di Forno di Lemie
1396. Gastaldi di Cervasca
1397. Gastaldi di Camburzano
1398. Gastaldi di Neuville
1399. Gastaldi di San Sebastiano
1400. Gastaldi di San Gaudenzio
1401. Gattinara
1402. Gaudino
1403. Gautier
1404. Gavarini
1405. Gavazzoni
1406. Gavigliani
1407. Gavotti di Carrosio
1408. Gavotti di Sant'Elena
1409. Gay di Lesegno
1410. Gay di Montariolo
1411. Gaya
1412. Gays
1413. Gazelli
1414. Gazini di Olivola
1415. Gazini di Rhins
1416. Gazzera
1417. Gazzero
1418. Gazzone
1419. Generis
1420. Genevosio
1421. Genna
1422. Genova di Pettinengo (de)
1423. Gentile di Buttigliera
1424. Gentile di Corticelle
1425. Gentili
1426. Georgia
1427. Gerardi
1428. Gerbaudi
1429. Gerbaix de Sonnaz
1430. Gerbi
1431. Gerbino
1432. Germano
1433. Germonio
1434. Gervasio
1435. Ghibaudo
1436. Ghilini
1437. Ghilione
1438. Ghiliossi
1439. Ghiotti
1440. Ghisi
1441. Ghislieri
1442. Giaccarello
1443. Giacobi
1444. Giacomelli
1445. Giacometti
1446. Giaime
1447. Giampietro
1448. Gianazzo (o Gianasso)
1449. Gianfilippi
1450. Gianotti
1451. Gianselmi
1452. Gibellini poi Gibellini Tornielli Brusati
1453. Gibellini di San Pietro
1454. Gibello
1455. Gibuini
1456. Gignod (de)
1457. Giletta
1458. Gillio di Carisio
1459. Gillio di Buriasco
1460. Gillio di Mombello
1461. Gillone
1462. Gina
1463. Ginesi (o Ginesy)
1464. Ginevra (da) o Genève
1465. Gioanetti
1466. Gioffredo
1467. Gioggia
1468. Gionferri
1469. Giordano di Clans
1470. Giordano di Chiusa
1471. Giorgi (o De Giorgi)
1472. Giosselet
1473. Giovanetti
1474. Giovanni (de) di Gualtieri
1475. Giovanni (de) di Vignale
1476. Giovenone
1477. Gippa
1478. Giraud
1479. Girino
1480. Girodi poi Girodi Panissera
1481. Gisalberti
1482. Giudice
1483. Giudici
1484. Giuglaris
1485. Giulia
1486. Giunipero
1487. Genevro
1488. Giusiana
1489. Giusti
1490. Glandèves
1491. Glassard
1492. Gloria
1493. Gnerro
1494. Goffi
1495. Golzio
1496. Gombert (de)
1497. Gondolo
1498. Gontar
1499. Gonteri
1500. Gonzaga del Monferrato (poi di Bianzè)
1501. Gorena
1502. Goria
1503. Gorla
1504. Gorni
1505. Gorzano
1506. Gosla
1507. Gotio
1508. Gourdon
1509. Goveano
1510. Govone
1511. Gozio
1512. Gozzani
1513. Graffagni
1514. Graglia
1515. Graglieri
1516. Gramaia
1517. Granario
1518. Grancia (de)
1519. Grandi (de)
1520. Grandi
1521. Granelli
1522. Graneri
1523. Granetti di Carmagnola
1524. Granetti di Osasio
1525. Granetti di Costigliole
1526. Granetti di Ivrea
1527. Granges (des)
1528. Granone
1529. Grasse (de)
1530. Grassella
1531. Grassi di Santa Cristina
1532. Grassi di Vonzo
1533. Grassi di Mombaruzzo
1534. Grassi di Villarfocchiardo
1535. Grassi di Cly
1536. Grassis di Cervignasco
1537. Grassis di Isola
1538. Grattarola
1539. Graziani
1540. Gregory (de)
1541. Grelati
1542. Grella
1543. Grèolières (de)
1544. Gria (o Griglia)
1545. Gribaldenghi
1546. Griffi
1547. Grillet (de)
1548. Grillo
1549. Grimaldi[10]
1550. Grimaldi di Boglio
1551. Grimaldi di Lu e Belforte
1552. Grimaldi di Meyrennes
1553. Grindelli
1554. Grisella
1555. Grisi poi Grisi Rodoli
1556. Gritta
1557. Gromo Richelmy
1558. Grondona (di)
1559. Gropello
1560. Grosso di Bruzolo
1561. Grosso di Cavagnolo
1562. Grosso di Salto
1563. Grumelli
1564. Guaita (de)
1565. Guala poi Guala Micheletti Bicchieri
1566. Gualfredi
1567. Guaracchi
1568. Guarco
1569. Guardi
1570. Guarini di Cavatore
1571. Guarini di Magliano
1572. Guarini di Ottiglio
1573. Guasco
1574. Guasco di Asti
1575. Guasco di Colcavagno
1576. Guasco di Serralunga
1577. Guasco di Solero
1578. Guasco di Clavières
1579. Guazzo
1580. Guazzoni
1581. Gubernatis (de)
1582. Guelpa
1583. Guercio di Monasterolo
1584. Guercio di Canelli
1585. Guerillo
1586. Guerra
1587. Guerrieri di Mombello poi Guerrieri Gonzaga
1588. Guerrieri di Fontanafredda
1589. Guerrieri di Castelletto
1590. Guglielmenghi
1591. Guglielmetti (de)
1592. Guidobono
1593. Guidobono Cavalchini
1594. Guidobono Visconti
1595. Guiglia
1596. Guiglionda
1597. Guigliotti
1598. Guigono
1599. Guilizzoni
1600. Guilliers
1601. Guinolio
1602. Guiscardi (o Viscardi) del Cerro
1603. Guiscardi (o Viscardi) di Boca
1604. Guttuari
1605. Hallot (d')
1606. Havard (d')
1607. Henry de Cremieu
1608. Heraut
1609. Hereres
1610. Herrera (de)
1611. Hojoso (de)
1612. Homis
1613. Iacellini o Jesselin
1614. Iberti
1615. Icheri
1616. Idiaquez
1617. Illonsa (de)
1618. Imarisio
1619. Imperatore
1620. Imperiali
1621. Incisa
1622. Incisa di Camerana
1623. Incisa di Rocchetta
1624. Inverardi
1625. Inviziati di Belvedere
1626. Inviziati di Robassomero
1627. Invrea
1628. Ioannini (o Giovannini)
1629. Iovensan
1630. Iovini
1631. Isacco
1632. Isasca poi Isasca Alfieri
1633. Iseretti
1634. Isnardi
1635. Isnardi di Dosfraires
1636. Isoardi
1637. Isola (dell') di Borghetto
1638. Isola (dell') di Castagnole
1639. Jordanis (de)
1640. Jouffrey (de)
1641. Jouvencel (de)
1642. Jovènan
1643. La Baume (de)
1644. Lafossa
1645. Laggeri
1646. Lago
1647. Laigue (o L'Aigue)
1648. Lajolo
1649. Lamberti di Castelletto
1650. Lamberti di Castelnuovo
1651. Lamborizio
1652. Lampugnani
1653. Lamural
1654. Lanfranchi
1655. Langosco
1656. Lannoy (de)
1657. Lanteri
1658. Lanza
1659. Lanza di Castelraniero
1660. Lanza di Castagneto
1661. Lanza di Demonte
1662. Lanzavecchia di Burio
1663. Lanzavecchia di Ticineto
1664. Lanze (delle)
1665. Lanzon
1666. Lanzone
1667. Lasbianca
1668. Lascaris
1669. Lascaris di Castellar
1670. Ventimiglia di Geraci
1671. Lascaris di Ventimiglia di Montpezat
1672. Laugier
1673. Laurenti di Lovencito
1674. Laurenti di Trezzo
1675. Laurenti Robaudi
1676. Lavelli
1677. Lavezzeri
1678. Lavriano (di)
1679. Lazara (de) o Lazzara (de)
1680. Lazara
1681. Lazari o Lazzari
1682. Lea
1683. Leardi
1684. Leardi di Terzo
1685. Legerio
1686. Legnani
1687. Legnano
1688. Lelio
1689. Lengueglia (della)
1690. Lenoncourt
1691. Leona
1692. Leonardi di Pisnengo[11]
1693. Leonardi di Migliandolo
1694. Leone di Beinasco
1695. Leone di Ronco
1696. Leone di Tavagnasco
1697. Leone di Tortona
1698. Leonino
1699. Leotardi
1700. Lercari Imperiali
1701. Leria
1702. Leruela y Caxa
1703. Leschaux
1704. Lescheraine (de)
1705. Lesna
1706. Lessona
1707. Leti
1708. Leutrum
1709. Levera
1710. Leverati
1711. Leverone
1712. Levo (de)
1713. Levrotti (o Leprotti)
1714. Liatti
1715. Lignana poi Corradi Lignana
1716. Lignano (de)
1717. Ligne-d'Arenberg
1718. Limone
1719. Lingeri
1720. Lingua
1721. Litta Visconti Arese[12]
1722. Littardi
1723. Littis
1724. Lobetti
1725. Locatelli
1726. Lodi
1727. Lodigne
1728. Lodron
1729. Loira (o Loyra)
1730. Lombard
1731. Lombardi
1732. Lomellini
1733. Lomello
1734. Lonati
1735. Lonati Visconti
1736. Lonati Crivelli
1737. Londonio (o Londono)
1738. Long (Le) de Chenillac
1739. Longhi
1740. Longis
1741. Longoni
1742. Loquez
1743. Lorena[13]
1744. Lorenzi
1745. Losa
1746. Lossetti
1747. Lostan
1748. Lottieri
1749. Lovencito (de)
1750. Lovera
1751. Lozzano
1752. Luca
1753. Lucinge (de)
1754. Lucio
1755. Luda
1756. Lugrin (de)
1757. Lunelli
1758. Lupano
1759. Luparia
1760. Lupi di Moirano
1761. Lupi di Magliano
1762. Luppari
1763. Luserna d'Anrogna poi Manfredi Luserna d'Angrogna
1764. Luserna di Torre Bairo
1765. Lussobarda (di)
1766. Lussemburgo-Martigues
1767. Macagno
1768. Macello (di)
1769. Macello (o Massel)
1770. Madio (o Madis)
1771. Madonno
1772. Madruzzo[14]
1773. Maffei
1774. Maggiolini poi Maggiolini Scarampi
1775. Maggiora
1776. Maghino
1777. Magistris (de)
1778. Magistirs (de) di Castella
1779. Magistirs (de) di Cortenzo
1780. Magliano di Costigliole
1781. Magliano di Villar San Marco
1782. Magliano di Magliano
1783. Maglietto
1784. Maglione
1785. Magnani
1786. Magnato
1787. Magnetto (o Magnetti)
1788. Magni
1789. Magnocavallo
1790. Magrelli
1791. Maillard de Tournon
1792. Maimone
1793. Maino (del)
1794. Maino
1795. Mainoldi
1796. Maioli
1797. Maistre (de)
1798. Maistre (de) di Caraz
1799. Maistre (de) di Màrindol
1800. Majo
1801. Malabayla
1802. Malaspina
1803. Malaspina dello Spino fiorito
1804. Malaspina dello Spino secco
1805. Malcalciati
1806. Malerba
1807. Maletti di Borgaro
1808. Maletti di Caselette
1809. Maletti di Vercelli
1810. Malingri (o Malingres)
1811. Malliardi
1812. Mallone poi Cattaneo Mallone
1813. Malopera
1814. Malpassuti
1815. Malpenga
1816. Malvasia
1817. Manacorda
1818. Manassero
1819. Mandelli
1820. Mandrini
1821. Manelli
1822. Manfredi
1823. Mangarda
1824. Mangiardi
1825. Manno
1826. Manoello
1827. Manriquez de Lara
1828. Mansfeldt[15]
1829. Mantegazza[16]
1830. Mantelli
1831. Mantileri
1832. Manuel
1833. Manzano (di)
1834. Manzoni[17]
1835. Marandono
1836. Marazio
1837. Marchelli
1838. Marcheri (o Margherio)
1839. Marchesan
1840. Marchesi
1841. Marchetti
1842. Marchetti San Martino
1843. Marchetti di Montestrutto
1844. Marchetti di San Sebastiano
1845. Marchetti Melyna
1846. Marchi (de)
1847. Marchiandi (o Marcandi)
1848. Marchini
1849. Marchione
1850. Marchiotti
1851. Marchisio di Borgaro
1852. Marchisio di Camandona
1853. Marchisio di Coarazze
1854. Marcoaldi
1855. Marelli di Bajo
1856. Marelli di Bastia
1857. Marello (de)
1858. Marenco
1859. Marene
1860. Marentini (de)
1861. Marescalchi
1862. Margandi
1863. Margaria (o Margheria)
1864. Magherita (de) (o Demargherita)
1865. Marghiera
1866. Maria (de) di Costigliole
1867. Maria (de) di San Dalmazzo
1868. Maria (de) di Casale
1869. Marietti poi Marietti Mayan
1870. Marini di Carpeneto
1871. Marini di Baio
1872. Marini di Beinette
1873. Marocchetti
1874. Marocchino
1875. Marocco
1876. Maroelli
1877. Marone poi Marone Cinzano
1878. Martelli
1879. Martin
1880. Martina
1881. Martinengo Colleoni[18]
1882. Martini di Chateauneuf
1883. Martini di Pigna
1884. Martini poi Martini Ballaira
1885. Martini di Cuneo
1886. Maruchi (o Maricchi)
1887. Marzio (de)
1888. Masazio
1889. Mascambruno
1890. Masin
1891. Masino
1892. Masio
1893. Massa di Castelponzano
1894. Massa di San Biagio
1895. Massara de Previde
1896. Massazza
1897. Massena
1898. Masserano
1899. Masserio
1900. Massimino Ceva di San Michele
1901. Mastorgio
1902. Mathis poi Mathis Piumato
1903. Matthieu
1904. Mattone
1905. Mauleon (de)
1906. Maurelli
1907. Maurini
1908. May (de)
1909. Mayneri
1910. Mazzè
1911. Mazzetti
1912. Mazzola
1913. Medaglia (o Meaglia)
1914. Madaglio
1915. Medea
1916. Medici di Marignano[19]
1917. Medici di Casale
1918. Meinardi
1919. Melano
1920. Melazzo
1921. Melchioni
1922. Meli Lupi poi Meli Lupi Tarasconi
1923. Melica
1924. Mella Arborio di Castelfero
1925. Mella Arborio di Sant'Elia
1926. Meloni di Cocconato
1927. Meloni di Scagnello
1928. Melyna
1929. Melzi Carpani
1930. Menada
1931. Mendoza (de)
1932. Menthon (de)
1933. Mentio (de)
1934. Mentone
1935. Mercadillo
1936. Mercandino
1937. Mercoeur
1938. Merlani poi Castellani Merlani
1939. Merlassini
1940. Merlenghi
1941. Merli
1942. Merli Miglietti
1943. Merli di Burolo
1944. Merlini poi Merlini Paolucci
1945. Merlo
1946. Merloni
1947. Merula
1948. Meschiavino
1949. Mesmes
1950. Messerati
1951. Messier
1952. Mestiatis
1953. Meynier
1954. Mezzabarba
1955. Mezzabarba Birago
1956. Mezzi (de)
1957. Michaelis di Cigala
1958. Michaud
1959. Micheletti poi Micheletti Bicchieri
1960. Micheli o Michely
1961. Micheli di Castelletto
1962. Michelini
1963. Michelis (de) di Villarbasse
1964. Michelis (de) di Bagnolo
1965. Michelotti
1966. Miglia
1967. Miglietti
1968. Migliorati
1969. Migliore
1970. Mignano
1971. Mignatta
1972. Milanesi di Alessandria
1973. Milanesio di Carmagnola
1974. Milanesio di Coassolo
1975. Millano (de)
1976. Millet
1977. Millo di Altare
1978. Millo di Casalgiate
1979. Milon
1980. Milonis
1981. Miolans
1982. Miolans-Mitte
1983. Miolans di Fenis
1984. Miolans-Saluzzo
1985. Miroglio o Mirolio
1986. Mistralis
1987. Mistrot
1988. Mocchia
1989. Modignani
1990. Moffa
1991. Mofoletti
1992. Mogliacca
1993. Mola
1994. Molart (o Molard)
1995. Molineri
1996. Mollo
1997. Mombello di Chieri
1998. Mombello di Olivastri
1999. Moncalerio
2000. Moncucco (di)
2001. Mondano
2002. Mondella[20]
2003. Monery de Caylus
2004. Monfalcone (o Montfaucon)
2005. Monforte
2006. Mongiardino
2007. Mongilardi
2008. Montacuto (di)
2009. Montafia
2010. Montagnini
2011. Montagny (de)
2012. Montaldo
2013. Montalero (di)
2014. Montalorio (di)
2015. Montani
2016. Montbel
2017. Monte
2018. Monte (de)
2019. Montebruno
2020. Montegrandi
2021. Montemale (di)
2022. Montestrutto (di)
2023. Monteynard (de)
2024. Monti
2025. Monticelli
2026. Montiglio
2027. Montjovet (de)
2028. Montmayeur
2029. Montonaro
2030. Montvernier (de)
2031. Morales
2032. Morando di Sambuco
2033. Morando di Pozzolo
2034. Morando di Burolo
2035. Morbello
2036. Morbio poi Morbio Zappelloni
2037. Morea (della) (o Savoia-Busca)
2038. Morelli di Aramengo
2039. Morelli di Ticineto
2040. Moretti
2041. Morinelli
2042. Moro (del)
2043. Morone
2044. Moroni
2045. Morozzo della Rocca
2046. Morra di Bussoleno
2047. Morra di Fènils
2048. Morra di Castelletto
2049. Morra di Viargi
2050. Morra di Altare
2051. Morri (de)
2052. Morroni
2053. Mortarino
2054. Mosca poi Mosca San Martino
2055. Mosca di Castelletto
2056. Moscheni
2057. Mossi (o de Mosso)
2058. Mossi di Colcavagno
2059. Mothe (la)
2060. Muffat de Saint Amour
2061. Mulazzo
2062. Muratore di Cervere
2063. Muratore di Valfenera
2064. Musante
2065. Mussi di Paciliano
2066. Mussi di Cavatore
2067. Mussi di San Sebastiano
2068. Musso di Clavesana
2069. Musso di Agliano
2070. Musso Cambiano
2071. Muti
2072. Nani
2073. Napione
2074. Narri de Merlengh
2075. Nasi di Balocco
2076. Nasi di Moncalieri
2077. Natta
2078. Navazzotti
2079. Nazari di Supponito
2080. Nazari
2081. Nazzari di Calabiana
2082. Nazzari di San Raffaele
2083. Negri di Sanfront
2084. Negri di Castelletto
2085. Negri di Montalenghe
2086. Negri di Terruggia
2087. Negri di Chivazza
2088. Negro (de)
2089. Neironi (o Negroni)
2090. Nemorso (o Nemours)
2091. Nerii
2092. Nerli
2093. Nevèche (de)
2094. Nibbia
2095. Nicola
2096. Nicolenghi
2097. Nicolis de Robilant
2098. Niella
2099. Nielli di Alba
2100. Nielli di Mondovi
2101. Niger
2102. Nigra
2103. Nigrelli
2104. Nizzati
2105. Nobili
2106. Noce (della)
2107. Nocte (de)
2108. Nomis
2109. Nota
2110. Novara (da)
2111. Novarina
2112. Novellino di Castellengo
2113. Novellino di Quarto
2114. Novellis
2115. Nus (di)
2116. Nuvoli
2117. Nuvoloni
2118. Obert
2119. Obertenghi
2120. Occelli
2121. Odardo
2122. Oddone
2123. Odetti
2124. Oggero di Cantogno
2125. Oggero di Loranzè
2126. Olgiati
2127. Olivari
2128. Olivazzi
2129. Olivero di Montalto
2130. Olivero di Suniglia
2131. Olivieri
2132. Olmos y Bèxar (de)
2133. Omati
2134. Omodei
2135. Ongran
2136. Operti
2137. Opezzi
2138. Opizzoni
2139. Orecchia
2140. Oreglia di Novello
2141. Oreglia di Santo Stefano
2142. Orengiani
2143. Orengo
2144. Orestis (de)
2145. Orio (d')
2146. Ormea
2147. Orselli
2148. Orsi di Conzano
2149. Orsi di Roccavione
2150. Orsieri
2151. Orsini di Orbassano
2152. Orta di Torre
2153. Orta di San Michele
2154. Oseglia
2155. Oseo
2156. Ospinelli
2157. Ossoli della Torre
2158. Ostero (o Hostero)
2159. Ottolenghi
2160. Ottolini
2161. Pachiero
2162. Paganino
2163. Pagano di Tortona
2164. Paglia di Ottiglio
2165. Paglia di Villarbasse
2166. Pagnone
2167. Palais (du)
2168. Palazzo
2169. Palazzolo
2170. Paleari
2171. Paleologi
2172. Paleotti
2173. Pallavicino di Briga
2174. Pallavicino di Frabosa
2175. Pallavicino di Mornese
2176. Pallavicino di Priola
2177. Pallavicino Mossi
2178. Pallavicino di Rosignano
2179. Pallavicino di Cellamonte
2180. Pallieri
2181. Pallio
2182. Palma
2183. Palmerii
2184. Paltro (o Pautro)
2185. Pampuri
2186. Panissera (o Panizzera)
2187. Panizza
2188. Panizzoni
2189. Pansoya
2190. Pantero
2191. Paoletti di Roderetto
2192. Paoletti di Melle
2193. Paoli (o Pauli)
2194. Paolucci delle Roncole
2195. Papa di Costigliole
2196. Papa di Brusasachetto
2197. Paparella
2198. Pappalardo
2199. Parato
2200. Parpaglio di Bastia
2201. Parpaglia di San Secondo
2202. Pascal
2203. Pascale (o Pasquale)
2204. Pascali
2205. Pascalis
2206. Pasella
2207. Pasero (o Paserio)
2208. Pasquerio
2209. Pasquina
2210. Passalacqua
2211. Passano
2212. Passavadi
2213. Passera
2214. Passerat Roero Sanseverino
2215. Passeri
2216. Passerin
2217. Passeroni
2218. Passieu
2219. Pasta di Pamparato
2220. Pasta di Dusino
2221. Pasteris (o Pastorino)
2222. Pastori
2223. Pastoris di Albaretto
2224. Pastoris di Montelupo
2225. Patarino
2226. Pateri
2227. Patiglia
2228. Patigno (o Patino)
2229. Patrito
2230. Patrizio di Ripacandida (o Patrizi)
2231. Patrone
2232. Pattoni
2233. Paulian
2234. Pavaranza
2235. Pavese di Castelletto
2236. Pavese di Scandeluzza
2237. Pavia di Vercelli
2238. Pavia di Scandeluzza
2239. Pavoni
2240. Peila (o Peyla)
2241. Peira
2242. Pelicii
2243. Pelisseri
2244. Pellati
2245. Pellegrino di Castelnuovo
2246. Pellegrino di Peglia
2247. Pellegrino di Altessano
2248. Pelleri
2249. Pellerino
2250. Pelletta
2251. Pellione (o Pellion o Pelion)
2252. Pelloia
2253. Peloso
2254. Penaccini
2255. Penci
2256. Pendasio
2257. Penna (della)
2258. Pensa poi Pensa Maillard
2259. Pensabene
2260. Ponte
2261. Pepino
2262. Peracchio di Villar Almese
2263. Peracchio di Castelvero
2264. Perazzoni
2265. Peraboni
2266. Percazio
2267. Percivalli
2268. Perdomi
2269. Peretti di Incisa
2270. Peretti di Casalbagliani
2271. Peretti di Giaveno
2272. Perez de Losada
2273. Perez
2274. Perez Binelli
2275. Pergamo
2276. Pergola (della)
2277. Perini di Castiglione
2278. Perini di Rivarossa
2279. Perlasco
2280. Pernati
2281. Pernigotti
2282. Perno poi Perno Caldera
2283. Pero (del)
2284. Perona di Avuglione
2285. Perona di Vignale
2286. Perona di Castellino
2287. Perracchino
2288. Perron (du)
2289. Perrone
2290. Pertusati
2291. Pertusio
2292. Perucca di Rocchetta
2293. Perucca di Coniolo
2294. Perucca di Lisio
2295. Perusco
2296. Pes
2297. Pesmes (de)
2298. Pestacalda
2299. Petazzi
2300. Petazzi
2301. Petitti poi Petitti Bagliani
2302. Petiva
2303. Petrina
2304. Petrozzani
2305. Pettenati di Cervasca
2306. Pettenati di Vestignè
2307. Peverone
2308. Peyla
2309. Peyrani
2310. Peyre
2311. Peyretti
2312. Peyroleri
2313. Pezzana
2314. Pia
2315. Piacentini
2316. Piano
2317. Piatti di Carpignano
2318. Piatti di Candia
2319. Piazza
2320. Piccia
2321. Piccon
2322. Piccone di Santa Brigida
2323. Piccone di Vallemosso
2324. Picconi
2325. Pico
2326. Pico Gonzaga
2327. Pico Pastrone
2328. Pico della Mirandola
2329. Piene (de)
2330. Pietrasanta
2331. Pietraviva
2332. Pilosi
2333. Pilosio
2334. Pinchia
2335. Pinelli poi Pinelli Gentile
2336. Pinto
2337. Pio di Savoia
2338. Piochet (de)
2339. Piola di Manzano
2340. Piola di Savigliano
2341. Piola Caselli
2342. Piossasco Asinari de Rossi
2343. Piossasco de Federicis
2344. Piossasco de Feys
2345. Piossasco Folgori
2346. Piotto (o Piotti)
2347. Piovano
2348. Piovene (o Piovena)
2349. Piozzo
2350. Pipino di Carpenea
2351. Pipino di Cavallerleone
2352. Pirovano (di)
2353. Pisani Dossi
2354. Piscina
2355. Piselli
2356. Pistone
2357. Pistono
2358. Pittatore
2359. Piuma
2360. Pleisant
2361. Plano
2362. Plantata (de)
2363. Platea
2364. Platestainer
2365. Platis
2366. Platone
2367. Platzert
2368. Plebano di Cellarengo
2369. Plebano di Montalera
2370. Plèoz
2371. Pocaparte
2372. Pochettini
2373. Podio
2374. Podio (de)
2375. Poggetto (del) del Poggetto
2376. Poggetto (del) di Puget
2377. Pollastri
2378. Poletti
2379. Polignac (du)
2380. Pollotti
2381. Pomodoro o Pomo Aurato
2382. Pont Saint Martin (de)
2383. Ponte di Mioglia
2384. Ponte di Lovensito
2385. Ponte Falcombello
2386. Ponte Spatis
2387. Ponte Visca
2388. Ponte di Pino
2389. Ponte di Terruggia
2390. Ponte (del) di Pontestura
2391. Ponte (del) di Villar Luserna
2392. Ponteglio (o Pontiglio)
2393. Ponteri
2394. Ponza di San Martino
2395. Ponzano di Asti
2396. Ponzano di Tortona
2397. Ponzello
2398. Ponziglione
2399. Ponzone di Bosco Marengo
2400. Ponzone di Saletta
2401. Porcazio
2402. Porcelli
2403. Porporato
2404. Porro di Pollenzo
2405. Porro di Santa Maria
2406. Porta (della) di Ghemme
2407. Porta (della) di Garbagna
2408. Porta (della) di Calosso
2409. Porta (della) di Castelletto Molina
2410. Porta (de)
2411. Porta
2412. Porta Falletti
2413. Portaneri
2414. Porte (de la)
2415. Portoneri
2416. Porzelli (de)
2417. Porzio
2418. Possavino
2419. Pourroy (de) de l'Aubervière
2420. Pourroy (de) de Quinsonnas
2421. Pozzo (dal) della Cisterna
2422. Pozzo (dal) di Mombello
2423. Pozzo (dal) di Montecavallo
2424. Pozzo (dal) di Annone
2425. Pozzo (dal) di Castellino
2426. Pozzo (dal) di Rosignano
2427. Pozzo (dal) di Boione
2428. Pozzo
2429. Pozzobonelli
2430. Pozzoglio
2431. Pramaggiore
2432. Prandi
2433. Prasca
2434. Prat
2435. Prata
2436. Prati
2437. Prato (da)
2438. Prato di Montelupo
2439. Prato (de)
2440. Preacolli
2441. Prelli
2442. Premoli
2443. Preti
2444. Prever
2445. Previdi
2446. Prina
2447. Prinetti Castelletti
2448. Prioris
2449. Probi
2450. Promis
2451. Prono
2452. Provana
2453. Provana di Leyn
2454. Provana di Collegno
2455. Provana del Sabbione
2456. Pugiella
2457. Pugnani
2458. Pugnetti
2459. Pullini
2460. Pulterio
2461. Pusterla (della)
2462. Pusterla
2463. Quadro
2464. Quaglia
2465. Quaglino
2466. Quaranta
2467. Quarelli
2468. Quarini
2469. Quart (di)
2470. Quarteri
2471. Quattrocchi
2472. Quigini poi Quigini Puliga
2473. Quinziani
2474. Rabbi
2475. Rabino
2476. Raboti
2477. Rabozio
2478. Rachis
2479. Racca di Carignano
2480. Radenaschi
2481. Radicati
2482. Radicati Talice
2483. Rafèlis de Saint Sauveur
2484. Raffa
2485. Rafferi
2486. Raibaudi
2487. Raibaudi di Nizza
2488. Raimondi di Lisio
2489. Raimondi di Pancalieri
2490. Raimondi di Villarboit
2491. Raimondi di Fogassieras
2492. Raimondi (de)
2493. Rainaldi di Villa San Secondo
2494. Rainaldi di Sant'Alberto
2495. Raineri di Fisrengo
2496. Raineri di Bonvicino
2497. Raineri di Lagnasco
2498. Ramazzoni
2499. Rambaud
2500. Rambaudi di Drap
2501. Rambaudi di Bairo
2502. Ramelli
2503. Ramini
2504. Rampini di Sant'Alosio
2505. Rampini di Ottiglio
2506. Rana
2507. Randone
2508. Rangone
2509. Rangone Malerba
2510. Ranotto
2511. Ranzo
2512. Ranzoni
2513. Rapa
2514. Rapet
2515. Rapis
2516. Raschieri poi Costa Raschieri
2517. Raschioira
2518. Rasetti
2519. Rasini di Bollengo
2520. Rasini di Pinerolo
2521. Raspa
2522. Raspadi
2523. Rati poi Rati Opizzoni
2524. Rati Spinola
2525. Rattazzi
2526. Ratteri
2527. Ratto o Ratti poi Ratti Mentone
2528. Ravasio
2529. Ravera
2530. Raverti
2531. Ravetti
2532. Ravicchio
2533. Ravoire (de la)
2534. Ravorèe de Brissogne
2535. Rayberti
2536. Raynardi
2537. Re
2538. Re di Monte Castello
2539. Re di Rosignano
2540. Re di Odalengo
2541. Reano (di)
2542. Rebuffati
2543. Rebuffo
2544. Rege di Gifflenga (de)
2545. Rege di Camo (o De Rege Berta)
2546. Rege di Donato
2547. Regis (o Du Roy)
2548. Regis Magliano
2549. Rehbinder
2550. Remigio poi Remigio Albernia
2551. Reminiac
2552. Rena (della)
2553. Renaud
2554. Reordino (o Reverdini)
2555. Requiston
2556. Ressano
2557. Ressico
2558. Revello (de)
2559. Revello
2560. Reviglio
2561. Rey di Villarey
2562. Rezia (o Ressia)
2563. Rhins (de)
2564. Rho
2565. Riario di Bosco Marengo
2566. Riario di Cavallerleone
2567. Ribotti
2568. Ribrocchi
2569. Ricarandi (o Riccanard)
2570. Ricardi
2571. Ricca di Bricherasio
2572. Ricca di Quassolo
2573. Riccardi di Chateauneuf
2574. Riccardi di Santa Margherita
2575. Riccardi di Lantosca
2576. Riccardini di Arborio
2577. Riccardini di Rossana
2578. Riccardini di Santa Maria
2579. Riccati
2580. Ricci di Cereseto
2581. Ricci di Andonno
2582. Ricci di San Paolo
2583. Ricci di Corticelle
2584. Ricci di Ferres
2585. Ricci di Barbiana
2586. Ricci di La Morra
2587. Riccio
2588. Ricciolio
2589. Ricetta
2590. Richelmi
2591. Richeri
2592. Richetta
2593. Richieri (o Riquieri)
2594. Ricotti
2595. Rigaud
2596. Righini poi Righini di San Giorgio
2597. Rignon
2598. Rimbert
2599. Rinaldi
2600. Ringhieri
2601. Riotto
2602. Ripa di Carpenetto
2603. Ripa di Giaglione
2604. Riperti
2605. Risaglia
2606. Ristori
2607. Riva (della) di Bibiana
2608. Riva (della) di Lessolo
2609. Rivalba (de)
2610. Rivalta (di)
2611. Rivalta (de)
2612. Rivalta
2613. Rivarola
2614. Rivazia
2615. Rivetta
2616. Rivetti
2617. Riviera (la)
2618. Rivoire (de la)
2619. Roatis
2620. Robbio
2621. Robbio (di)
2622. Roberti
2623. Robesti
2624. Rocca
2625. Rocca (de)
2626. Roccamura
2627. Rocchia
2628. Rocchietti
2629. Rocci
2630. Roccia (de)
2631. Rochette (de la) di Villarbasse
2632. Rochette (de la) di Dosfraires
2633. Roero
2634. Roero Trotti o Roero di Revello
2635. Roero San Severino
2636. Roero San Severino di Revigliasco
2637. Roero San Severino Passerat
2638. Roffinelli
2639. Roffredo
2640. Rogerio
2641. Roggeri
2642. Roggeri di Barge
2643. Roggeri di Verzuolo
2644. Roggeri di Villanova
2645. Rogna
2646. Roissard
2647. Rolandi (di) de Dertona
2648. Rolando
2649. Roletto
2650. Rolfi
2651. Rolfo di Corteranzo
2652. Rolfo di Castiglione
2653. Rolla
2654. Romagnano
2655. Romagnano di Pollenzo
2656. Romano (de)
2657. Rombelli
2658. Romero
2659. Roncas
2660. Ronchi Braccioli
2661. Roncovieri
2662. Rondissone (di)
2663. Roretto
2664. Rosegnana
2665. Rosolate
2666. Rossa (della)
2667. Rossati
2668. Rossetti
2669. Rossi di Vandorno
2670. Rossi di Briga
2671. Rossi di Pomerolo
2672. Rossi di San Rocco
2673. Rossi di Ponte Curone
2674. Rossi di Cella
2675. Rossi di Lariano
2676. Rossi di Carmagnola
2677. Rossi di Cavallerleone
2678. Rossi Gonzaga
2679. Rossi (de) di Ceva
2680. Rossi (de) di Terruggia
2681. Rossi (de) di Tonengo
2682. Rossi (de) di Vicoforte
2683. Rossi (de) di Greggio
2684. Rossi (de) di Carre
2685. Rossi (de) di Villar Armese
2686. Rossi (de) di Bruino
2687. Rossi (de) di Crescentino
2688. Rossi della Manta
2689. Rossignoli
2690. Rossillon (de)
2691. Rosso
2692. Rostagno
2693. Rostagni
2694. Rota
2695. Rota di Cuneo
2696. Rota di Corsione
2697. Rousseau (du)
2698. Roux poi Roux-Tondut
2699. Roux (de)
2700. Rovasenda (di)
2701. Rovelli di Nucetto
2702. Rovelli di Alessandria
2703. Rovere (della) di Cinzano
2704. Rovere (della) di Asti
2705. Rovere (della) di Montabone
2706. Rovere
2707. Roverezio
2708. Rovida
2709. Rovida Visconti
2710. Roy
2711. Rozia (della)
2712. Rubatti di Torricella
2713. Rubatti di Revigliasco
2714. Rubatti di Somano
2715. Rubin
2716. Rubini
2717. Ruffaldi
2718. Ruffino di Diano
2719. Ruffino di Castiglione
2720. Ruffino di Mombaldone
2721. Ruggiero
2722. Rumone
2723. Rusca
2724. Ruscalia
2725. Rusconi
2726. Rusti
2727. Rye (de la)
2728. Sabina
2729. Sabri
2730. Sacchi di Pavone
2731. Sacchi di Carpeneto
2732. Sacchi di Lisio
2733. Sacchi di Fontanile
2734. Sacchi di Marescotto
2735. Sacco
2736. Sagramoso
2737. Saint Michel (de)
2738. Saint Pierre (de) di Saint Pierre
2739. Saint Pierre (de) di Nieubourg
2740. Saissi
2741. Sala
2742. Sala (della)
2743. Sala (della) Spada
2744. Saladini
2745. Sale poi Brignole Sale
2746. Saletta
2747. Saliceti
2748. Salinas de Hermosa
2749. Salinas di Navarra
2750. Salinas di Castiglia
2751. Salino
2752. Sallier de la Tour
2753. Salmatoris o Salmour
2754. Salmazza
2755. Salomone
2756. Saluzzo
2757. Saluzzo di Dogliani
2758. Saluzzo di Valgrana
2759. Saluzzo di Montemale
2760. Saluzzo di Cardè
2761. Saluzzo di Paesana e Castellar
2762. Saluzzo della Manta
2763. Saluzzo Chiaffredo
2764. Saluzzo di Mattone
2765. Saluzzo de' Piperis
2766. Saluzzo di Lur
2767. Salvago
2768. Salvai (o Salvay)
2769. Salvatore
2770. Salvera (o Sauvera)
2771. Salvio
2772. Salvoni
2773. Sanchez
2774. Sandigliano
2775. Sandri
2776. Sandri Trotti
2777. Sandrone
2778. San Martino
2779. Sannazzaro poi Sannazzaro Natta
2780. Sanseverino poi Roero Sanseverino
2781. Sansoldo
2782. Sansoz
2783. Santa Giulia (di)
2784. Santa Maria
2785. Santi (o De Santi o Desanti)
2786. Santo Stefano (di)
2787. Sapellani
2788. Sapelli
2789. Sapienti
2790. Sappa (o Zappa o Sappa dei Milanesi)
2791. Sappia poi Sappia De Rossi
2792. Saracco (o Saracchi)
2793. Saraceno
2794. Sarezzano
2795. Sarmatori
2796. Sarmiento de la Cerda
2797. Sarre (de)
2798. Sarriod
2799. Sartirana
2800. Sartoris
2801. Sassello
2802. Sauli di Bagnasco
2803. Sauli di Igliano
2804. Saumont (de)
2805. Saurini
2806. Savin
2807. Savodi
2808. Savorgnan
2809. Savornino
2810. Savoia
2811. Savoia-Vaud
2812. Savoia-Acaia
2813. Savoia-Racconigi
2814. Savoia-Tenda
2815. Savoia-Nemours
2816. Savoia-Soissons
2817. Savoia-Aosta
2818. Savoia-Genova
2819. Savoia-Carignano
2820. Sbarrati
2821. Sburlati
2822. Scaglia di Caluso
2823. Scaglia di Corticelle
2824. Scaglia di Pozzolo
2825. Scaglieri (o Scalier)
2826. Scala
2827. Scalma
2828. Scalorio
2829. Scapardone
2830. Scarampi
2831. Scaravelli (o Des Escarvels)
2832. Scarella
2833. Scarlini
2834. Scarognino
2835. Scarrone
2836. Scati poi Scati Grimaldi di Casaleggio
2837. Scazzosi poi Scazzosi Foresti
2838. Scheiner (o Schinner)
2839. Schiara poi Schiara Maccebel
2840. Schiari poi Schiari Riccardi
2841. Schulenburg (von der)
2842. Sciolze (di)
2843. Scalandri
2844. Sclopis (o Schioppo)
2845. Scoffier di Boione
2846. Scoffier di Lessolo
2847. Scoffier di Castellar
2848. Scoffone
2849. Scopelli
2850. Scorsati
2851. Scotti di Cambiano
2852. Scotti di Cerano
2853. Scotti di Sauze
2854. Scotti di Casaleggio
2855. Scotti d'Albertis
2856. Scozia di Calliano
2857. Scribani Rossi
2858. Secapepe
2859. Secchi
2860. Secco Suardo
2861. Seigneux (de)
2862. Senesi
2863. Sepozzi
2864. Serafini
2865. Serale
2866. Serbelloni[21]
2867. Serena
2868. Serponti
2869. Serra di Albugnano
2870. Serra di Mondonio poi Serra Madio
2871. Serra di Sandigliano
2872. Serra di Cavagnolo
2873. Serra di Altessino
2874. Serra di Mornese
2875. Serrata (della)
2876. Serravalle
2877. Sesteri
2878. Sesto
2879. Settala
2880. Settimo (di) di Settimo Vittone
2881. Settimo (di) di Baio Doria
2882. Seyssel (de)
2883. Sforciolo (o Sforza di Todone)
2884. Sforza di Castellazzo Bormida
2885. Sibaldi
2886. Sibilla di Villarfocchiardo
2887. Sibilla di Chiusa
2888. Siccardi di Mombarcelli
2889. Siccardi di Pezzana
2890. Sicco di Ovrano
2891. Sicco di Benevello
2892. Sicole
2893. Sigiaro
2894. Signes
2895. Sillano poi Sillano de Negro
2896. Silva Tarouca (da)
2897. Silva
2898. Silvano
2899. Silveschi
2900. Simiana
2901. Simplici
2902. Sineo
2903. Siroto
2904. Soardi (o Suardi) di Calamandrana
2905. Soardi (o Suardi) di Landiona
2906. Soave
2907. Sobrero
2908. Socino
2909. Sola di Lessolo
2910. Sola di Migliandolo
2911. Solaro
2912. Solaroli
2913. Soldani
2914. Solere (o Del Sole)
2915. Soleri
2916. Solfo
2917. Solonghello (di)
2918. Somatis (Sommati)
2919. Somis
2920. Sonomonte
2921. Sorba
2922. Sordi
2923. Sousa (de)
2924. Sozio
2925. Spada
2926. Spaldo
2927. Sparavara
2928. Spatis
2929. Speciani
2930. Spilimbergo (di)
2931. Spina
2932. Spina Rivazia
2933. Spina (della)
2934. Spinelli
2935. Spinola
2936. Spitalieri di Cesse
2937. Staglieno
2938. Stampa
2939. Stanga di Cellarengo
2940. Stanga di Castelnuovo
2941. Stanga Trecco o Stanga di Annicco
2942. Stefanis (de) di Celle
2943. Stefanis (de) di Salto
2944. Sterzio
2945. Stortiglione (o Stortiglioni)
2946. Stracca
2947. Strada di Borgaro
2948. Strada di Cellamonte
2949. Strada Alberti o Strada di Castelnuovo
2950. Strambio
2951. Straneo o (de Strani)
2952. Streng d'Arenberg
2953. Stria (della)
2954. Striggi
2955. Stroppa
2956. Strozzi[22]
2957. Stuchis
2958. Sulciis (de)
2959. Susella
2960. Tabusso
2961. Tacconis
2962. Tadei
2963. Taffini
2964. Tagliaferro
2965. Taglianti
2966. Talenti poi Talenti Fiorenza
2967. Talice
2968. Talpone
2969. Tana
2970. Tapparelli (o Taparelli) d'Azeglio
2971. Tapparo
2972. Tarachia
2973. Tarditi
2974. Taricco di Borgo Sant'Agata
2975. Taricco di Manzano
2976. Tarino
2977. Taroni o Tarony poi Tarony Saissi di Châteauneuf
2978. Tarquinio
2979. Tarsis
2980. Tassoni poi Tassoni Estense
2981. Tavani
2982. Tecco
2983. Tedeschi
2984. Tempia
2985. Tenca
2986. Teolio
2987. Ternavasio
2988. Terrassan (o Terrazzani)
2989. Terzaghi[23]
2990. Tesio
2991. Testa Fochi
2992. Testa Piccolomini
2993. Testaferrata
2994. Testè
2995. Thaon di Revel
2996. Thea
2997. Thesauro
2998. Theseo
2999. Thioli
3000. Thoet (de)
3001. Tholosano
3002. Thora
3003. Tibaldeo
3004. Tibaldeschi
3005. Tibaldi
3006. Ticinasco
3007. Tillier (de, du)
3008. Tilio (di, o Ottiglio)
3009. Tisetti
3010. Tizzoni
3011. Tocco (di)
3012. Toesca
3013. Tolentini
3014. Tollegno (o Tollein)
3015. Tolosano
3016. Tomatis di Albano
3017. Tomatis di Chiusavecchia
3018. Tomatis di Villery
3019. Tombarelli
3020. Tonco (di)
3021. Tonduti
3022. Tonso di Vallanzengo
3023. Tonso di Scandeluzza
3024. Torchio
3025. Tornielli
3026. Tornielli Bellini
3027. Tornielli Brusati
3028. Tornielli Rho
3029. Tornielli Zapelloni Baldi
3030. Tornielli di San Raffaele
3031. Tornielli di Cresvolant
3032. Torrazza
3033. Torre (della) di Cigliè
3034. Torre (della) di Bairo
3035. Torre (della) di Gaglianico
3036. Torre (della) di Tortona (o Torriani)
3037. Torrini
3038. Torti
3039. Tortonese
3040. Toscani
3041. Toscano
3042. Toselli
3043. Tosetti
3044. Tosi
3045. Tour (de la) du Pin
3046. Tour (de la) d'Avergne
3047. Tour (du)
3048. Trabucco
3049. Trabuchero
3050. Traffani
3051. Travacca
3052. Travagli (o Travaglio)
3053. Travaglini
3054. Traversagni
3055. Tredicini poi Tredicini Passerat Roero Sanseverino
3056. Trevisi
3057. Trevisio
3058. Tricoli
3059. Trin (de)
3060. Trincheri
3061. Triveri
3062. Trivulzio[24]
3063. Troja
3064. Trona
3065. Trotti
3066. Trucchi
3067. Trucco
3068. Truchi di Levaldigi
3069. Truchi di Vallo
3070. Truchietti (o Trucchietti)
3071. Turco
3072. Turco di Mondonio
3073. Turinetti
3074. Turino
3075. Ugazio
3076. Ugonino
3077. Ulisengo (de)
3078. Umberto
3079. Umoglio (o Umolio)
3080. Undo
3081. Ungheresio
3082. Urfè (d') Paillard
3083. Urtica (od Ortica)
3084. Usceglio
3085. Vacca
3086. Vaccarone
3087. Vachieri
3088. Vagina
3089. Vagnone
3090. Vaio (de, o Vayo)
3091. Valbertini
3092. Valdieri
3093. Valenti
3094. Valentino di Giaveno
3095. Valentino di Parpaglia
3096. Valerio
3097. Valesa (di)
3098. Valfrè o Valfrè di Bonzo
3099. Valfredi
3100. Valgrande
3101. Valimberti
3102. Valla
3103. Vallari
3104. Valle
3105. Valle (dalla) di Bozzole
3106. Valle (della) di Cella
3107. Valle (della) di Clavesana
3108. Valle (della) della Valle di San Martino
3109. Valle (della) di Candia
3110. Valle (della) di Bergolo
3111. Valle (della) di Montaldo
3112. Valle Carcano
3113. Vallencani
3114. Valletti
3115. Vallino
3116. Valmacca
3117. Valperga
3118. Valsania
3119. Vandone
3120. Varax (de)
3121. Varigliè (di)
3122. Varisella
3123. Varone
3124. Varrè
3125. Vasco di Bastia
3126. Vasco di Altessano
3127. Vasco di Bonavalle
3128. Vassallo di Castiglione
3129. Vassallo di Favria
3130. Vassallo di Priero
3131. Vassallo di Montabone
3132. Vedano
3133. Veggi di Castelletto
3134. Veggi di Silvano
3135. Veglio
3136. Vegnaben (o Bencivegna)
3137. Vella
3138. Venasca
3139. Vento
3140. Verani Masin
3141. Verasis poi Verasis Asinari
3142. Vercelli
3143. Vercellino
3144. Vercellis
3145. Vercellone
3146. Verdina
3147. Verdun
3148. Vergnano
3149. Verme (dal)
3150. Vermondi
3151. Verna
3152. Vernazza (o Vernasso)
3153. Vernone (de)
3154. Verolfo (o Verulfo)
3155. Verri della Bosia
3156. Vespa
3157. Via
3158. Vialardi
3159. Viale di Brondell
3160. Viale di Castelnuovo
3161. Viallet
3162. Viamoni
3163. Viancino
3164. Viani
3165. Viarana
3166. Viarisio
3167. Viazzi
3168. Vibò (o Vibod)
3169. Vicari
3170. Vicino poi Voisin
3171. Vico
3172. Vico di Montabone
3173. Vico di Mallare
3174. Vidua
3175. Viglietti
3176. Vigliotti
3177. Vignati
3178. Vigne
3179. Vignola
3180. Vignon
3181. Vigo
3182. Vigone
3183. Villa di Chiusano
3184. Villa di Bussoleno
3185. Villa di Villavernia
3186. Villa di Castelletto
3187. Villa di Montalto
3188. Villafranca Soissons
3189. Villani
3190. Villar
3191. Villar Focchiardo (di)
3192. Villars (de)
3193. Villata
3194. Villeneuve (de)
3195. Vimercati[25]
3196. Vimercati Genta
3197. Vincenti
3198. Vincenzi
3199. Vinea (de)
3200. Vinea di Villarfocchiardo
3201. Vinea di Cortandone
3202. Violetta
3203. Viotti
3204. Viretti
3205. Viry (de)
3206. Visca
3207. Visconti di Baldissero[26]
3208. Visconti di Valenza
3209. Visconti di Ornavasso
3210. Visconti di Caglio
3211. Visconti di Invorio
3212. Visconti Prasca
3213. Visconti Venosta
3214. Vistarini
3215. Vitale
3216. Vitalis
3217. Viterbo
3218. Vitia (o Vezza)
3219. Vitta
3220. Vittono
3221. Vittoria (di Santa)
3222. Vivalda
3223. Vivaldo
3224. Viviani
3225. Volpi (de Volpe)
3226. Volta (della)
3227. Volta
3228. Vuglina
3229. Vulliet (o Veulliet)
3230. Vulpio
3231. Watteville (de, o Wattenvil o Wattenwyl)
3232. Wilcardel
3233. Zabaldani
3234. Zaffarone
3235. Zanelli
3236. Zanotti
3237. Zappata
3238. Zavatteri
3239. Zenone
3240. Zerbino di Igliano
3241. Zerbino di Lauriano
3242. Zino
3243. Zinzendorf (o Sinzendorf)
3244. Zocca
3245. Zoello (o Zoelli)
3246. Zoia
3247. Zonco
3248. Zoppi de' Firuffini
3249. Zorniotti
3250. Zucca (o Zucchi)
3251. Zucconi
3252. Zuffi

## Elenco delle principali famiglie nobili sarde[27]
1. Alagón
2. Alcazar y Nero
3. Amat
4. Angioy
5. Arborio Mella
6. Arcayne (d')
7. Asquer
8. Aymerich
9. Ballero
10. Bartoli
11. Berlinguer
12. Bertoleoni di Tavolara
13. Bertolotti
14. Bicu
15. Bologna
16. Bonfant
17. Bou Crespi de Valdaura y Caro
18. Boy
19. Boyl (famiglia)
20. Brunetti Gayoso
21. Busnico
22. Cabras
23. Candia (de)
24. Canelles
25. Cao
26. Capecce
27. Carboni
28. Carchero (Carquero)
29. Cardia
30. Carroz
31. Carta
32. Castelli
33. Cervera
34. Coni
35. Corda
36. Corrias
37. Corte
38. Cortese
39. Cossu
40. Cugia
41. Dedoni
42. Delitala
43. De Serra Bas
44. De Thori
45. Della Gherardesca
46. Delogu
47. De Magistris
48. Demuro
49. De Silva Bazan
50. De Silva Fernandez
51. Dettori
52. Diana
53. Diaz
54. Dore
55. Enna
56. Falqui
57. Farris
58. Ferrà
59. Flores
60. Fois
61. Galisai
62. Garau
63. Garruccio
64. Gaya
65. Gessa
66. Giordano
67. Gnecco
68. Grixoni
69. Grondona
70. Guglielmo
71. Guillot
72. Guirisi
73. Guiso
74. Gutierrez
75. Incani
76. Lado
77. Lacon-Gunale
78. Lacon-Massa
79. Larco
80. Lavagna
81. Ledà
82. Ligas
83. Locci
84. Lostia
85. Madau
86. Mameli
87. Manca
88. Mannu
89. Maramaldo
90. Marcello
91. Marongiu
92. Martinez
93. Martis (de)
94. Massidda
95. Matzeu
96. Melis
97. Meloni
98. Mossa
99. Mulas
100. Muntoni
101. Mura
102. Musio
103. Naitana
104. Nater
105. Nieddu
106. Novaro
107. Obino
108. Orrù
109. Osorio
110. Paderi
111. Paglietti
112. Pais
113. Paliacio
114. Palombella
115. Parpaglia
116. Passino
117. Pes
118. Pilo
119. Pinna
120. Pintor
121. Piras
122. Pitzolo
123. Porcile
124. Porcu
125. Prunas
126. Puddu
127. Puliga
128. Queralt
129. Quesada (de)
130. Quigini
131. Riccio
132. Rodriguez
133. Rossi
134. Roych
135. Ruda
136. Rugiu
137. Salaris
138. Salazar
139. Salis
140. Sanjust
141. Sanna
142. Sannio
143. Santa Cruz
144. Sardo
145. Satta
146. Scano
147. Segni
148. Senes
149. Sequi
150. Serpi
151. Serra
152. Serralutzu
153. Siotto
154. Sircana
155. Solinas
156. Sotgiu
157. Spano
158. Sulis
159. Suzarello
160. Taras
161. Tellez y Giron
162. Tola
163. Turletti
164. Uras
165. Vacquer
166. Vivaldi
167. Zapata